# لئوپولدو روبرتو مارکویسکی
لئوپولدو روبرتو مارکویسکی (به پرتغالی: Leopoldo Roberto Markovsky) مهاجم اهل برزیل است که در شهر سائوپائولو و در تاریخ ۲۹ اوت ۱۹۸۳ به دنیا آمده‌است.
لئوپولدو روبرتو مارکویسکی در تیم‌های فوتبال پالمیراس سابقهٔ حضور دارد.